# 大学入试中心试验

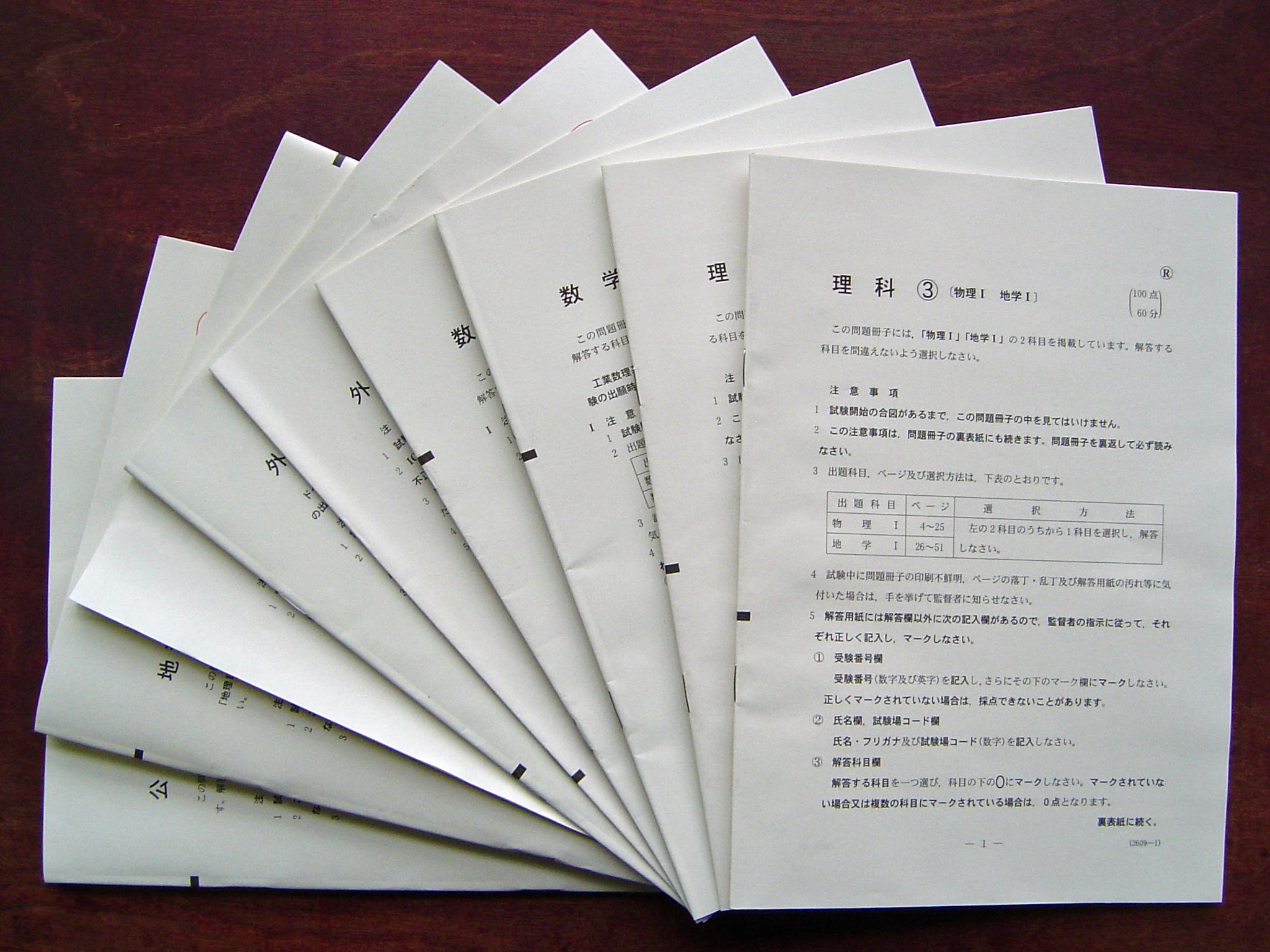
大学入试中心试验的试题

大学入试中心试验（日语：／ daigaku nyūshi sentā shiken */?）是日本過往的大學聯合入學考試，由大學入試中心執行。于每年1月13日之后的第一个周六、日举行。其前身是“国公立大学共通第1次学力试验”、后改称“大学共通第1次学力试验”，现改为当前名称。考试均为选择题，用涂卡的方式进行。
本考试於1990年首次施行，2020年1月实施最后一次考试，之后会被中止。2021年1月开始转移到新的“大学入学共通考试”。